# King Arthur: Legend of the Sword
King Arthur: Legend of the Sword is een fantasyfilm uit 2017, geregisseerd door Guy Ritchie. De film is losjes gebaseerd op de verhalen van koning Arthur.

## Verhaal
Als de vader van Arthur (koning Uther Pendragon) wordt vermoord door zijn oom Vortigern, moet hij vluchten voor zijn leven. Als zijn oom de troon pakt, moet de jonge Arthur een teruggetrokken leven leiden. Arthur die bestolen is van zijn erfgoed en zijn identiteit, vecht zich tijdens het volwassen worden een weg naar boven. Als jaren later Arthur een volwassen man is worden, kan hij het geheim van zijn afkomst niet meer verborgen houden als hij het magische zwaard van zijn vader (Excalibur) uit de steen trekt. Vastbesloten vecht Arthur voor het recht dat hem is afgenomen.

## Rolverdeling
| Acteur                | Personage       |
| --------------------- | --------------- |
| Charlie Hunnam        | Koning Arthur   |
| Àstrid Bergès-Frisbey | The Mage        |
| Jude Law              | Vortigern       |
| Djimon Hounsou        | Bedivere        |
| Eric Bana             | Uther Pendragon |
| Aidan Gillen          | Goosefat Bill   |
| Freddie Fox           | Rubio           |

## Productie
In januari 2014 werd door Warner Bros. aangekondigd dat Guy Ritchie de nieuwe King Arthurfilm zal regisseren, met de titel Knight of the Roundtable: King Arthur. Op 27 augustus 2014 werd bekendgemaakt dat de rol van King Arthur wordt toegewezen aan Charlie Hunnam. Op 18 september 2014 werd Àstrid Bergès-Frisbey gecast voor de rol van Guinevere. Op 14 november 2014 was Jude Law in gesprek voor de rol van de schurk en op 11 februari 2015 werd Eric Bana toegevoegd aan de cast voor de rol van Uther Pendragon, de vader van Arthur.
De opnames begonnen in februari 2015 in Windsor Great Park. In maart en april 2015 vonden opnames plaats in Wales, waaronder Snowdonia en Capel Curig. In juli 2015 waren locaties in Schotland het decor, waaronder Shieldaig, Applecross en Quiraing. Ook werden opnames gemaakt in de Leavesden Studios in Hertfordshire.
De oorspronkelijke titel van de film werd in juli 2016 veranderd in King Arthur: Legend of the Sword. De eerste trailer verscheen op 23 juli 2016.
Op 23 juli 2016 werd bekendgemaakt dat de filmmuziek gecomponeerd wordt door Daniel Pemberton. De originele filmmuziek werd op 5 mei 2017 vrijgegeven op download formaat en 19 mei 2017 op CD door WaterTower Music.
De film fungeert als mogelijk eerste van een geplande reeks van zes films over King Arthur.